# Rocksuli (televíziós sorozat)
A Rocksuli (eredeti cím: School of Rock) 2016-tól 2018-ig sugárzott amerikai televíziós vígjátéksorozat, amelyet Jim Armogida és Steve Armogida alkotott. A műsor alapjául a 2003-as azonos című film szolgált. A főbb szerepekben Breanna Yde, Ricardo Hurtado, Jade Pettyjohn, Lance Lim, Aidan Miner, Tony Cavalero és Jama Williamson látható. A sorozat gyártója az Armogida Brothers Productions, a Passable Entertainment, a Paramount Television és a Nickelodeon Productions, forgalmazója a Nickelodeon.
Az Amerikai Egyesült Államokban 2016. március 12-én mutatták be a Nickelodeon-on. Magyarországon szintén a Nickelodeon mutatta be, 2016. október 2-án.

## Cselekmény
Austin városban, egy szabálykövető iskolás csoport, új és kockázatos dolgot próbál ki Dewey Finn helyettesítő tanárral. A csoport létrehoz egy titkos zenekart.

## Szereplők
| Szereplő                  | Eredeti hang    | Magyar hang                 |
| ------------------------- | --------------- | --------------------------- |
| Tomika Songbird           | Breanna Yde     | Hermann Lilla               |
| Freddy Huerta             | Ricardo Hurtado | Bogdán Gergő                |
| Summer Hathaway           | Jade Pettyjohn  | Pekár Adrienn               |
| Zackhary Kwan             | Lance Lim       | Kilin Bertalan              |
| Lawrence Dooley           | Aidan Miner     | Ács Balázs                  |
| Dewey Finn                | Tony Cavalero   | Szabó Máté                  |
| 'Rosalie Mullins igazgató | Jama Williamson | Nemes Takách Kata (1. hang) |
| 'Rosalie Mullins igazgató | Jama Williamson | Solecki Janka (2. hang)     |
| Clark                     | Ivan Mallon     | Szalay Csongor Dominik      |

## Évados áttekintés
| Évad | Évad | Epizódok | Eredeti sugárzás     | Eredeti sugárzás | Magyar sugárzás a -on | Magyar sugárzás a -on | Magyar sugárzás a -en | Magyar sugárzás a -en |
| Évad | Évad | Epizódok | Évadpremier          | Évadfinálé       | Évadpremier           | Évadfinálé            | Évadpremier           | Évadfinálé            |
| ---- | ---- | -------- | -------------------- | ---------------- | --------------------- | --------------------- | --------------------- | --------------------- |
|      | 1    | 12       | 2016. március 12.    | 2016. június 18  | 2016. október 2.      | 2016. december 11.    | 2021. január 21.      | 2021. február 1.      |
|      | 2    | 13       | 2016. szeptember 17. | 2017. január 28. | 2017. július 16.      | 2017. október 29.     | 2021. január 12.      | 2022. október 31.     |
|      | 3    | 20       | 2017. július 8.      | 2018. április 8. | 2018. július 16.      | 2019. július 23.      | 2021. január 12.      | 2022. április 27.     |

## A sorozat készítése
2014 augusztusában a Nickelodeon bejelentette, hogy sorozatot készít a 2003-as Rocksuli című filmből. A gyártás 2015 márciusában kezdődött. 2016. április 5-én berendelték a második évadot. Breanna Yde színésznő Twitteren bejelentette, hogy a második évad gyártása 2016. április 24-én kezdődött. A második évadot 2016. szeptember 17-én mutatták be. A Nickelodeon 2016. december 2-án berendelte a harmadik évadot. A harmadik évad premierje 2017. július 8-án volt. 2017. november 15-én a Nickelodeon bejelentette, hogy a harmadik évad után befejezik a sorozatot. Tony Cavalero a közösségi médiában számolt be arról, hogy a sorozat fináléja 2018. április 8-án volt.

## Kapcsolódó film
- Rocksuli (2003)